# Unione montana Valli Trebbia e Luretta
L'Unione Montana Valli Trebbia e Luretta è un'unione di comuni istituita nel 2013 a seguito dello scioglimento della Comunità montana Appennino Piacentino che aggrega 8 comuni della provincia di Piacenza, in Emilia-Romagna, con sede a Bobbio.
Fanno parte dell'unione 8 comuni: Bobbio, che ospita la sede dell'ente, Cerignale, Coli, Corte Brugnatella, Ottone, Piozzano, Travo e Zerba.
Promuove il marchio "Terre di San Colombano" per alcune produzioni locali di pregio: prodotti del sottobosco, farine per la pastificazione e panificazione, formaggi tipici, carne suina e bovina, marmellate, prodotti orticoli, miele, vino; il marchio appare come un doppio medaglione riportante la scritta "Terre di San Colombano" nella parte superiore e "prodotti di montagna" in quella inferiore, con in mezzo la figura di san Colombano su uno sfondo con montagne.

## Geografia fisica
L'unione si estende su di un territorio ampio 503,057 km² tra la media e alta val Trebbia, la val Luretta, la val Perino e la val d'Aveto. Rientrano nel territorio dell'unione anche alcune porzioni della val Chiarone e della val Tidone poste nel territorio comunale di Piozzano. e una porzione di val Staffora, nei pressi di Samboneto, frazione del comune di Zerba.
Tutti i comuni parte dell'unione eccetto Piozzano, che non ha nessuna porzione del territorio all'interno della vallata, hanno il loro capoluogo in val Trebbia, nel fondovalle oppure in valli laterali formate da affluenti della Trebbia, come la val Boreca e la val Curiasca dove si trovano, rispettivamente, i capoluoghi dei comuni di Zerba e Coli.
I comuni di Cerignale, Corte Brugnatella e Ottone vedono il loro territorio diviso tra la val Trebbia e la val d'Aveto, il territorio del comune di Piozzano si estende in gran parte in val Luretta, dove si trova il capoluogo; una piccola porzione di val Luretta è compresa anche all'interno del territorio comunale di Travo. Infine, i comuni di Coli e Travo comprendono una porzione di val Perino.

## Storia
La Comunità Montana Appennino Piacentino fu istituita a seguito dell'approvazione della legge 1102 del 3 dicembre 1971, la quale prevedeva l'istituzione delle comunità montane, enti locali di secondo grado di cui dovevano obbligatoriamente fare parte i comuni ricadenti in territorio montano facenti parte di zone omogenee la cui definizione era in carico alle regioni.
Originariamente facevano parte della comunità montana i comuni di Bobbio, Cerignale, Coli, Corte Brugnatella, Ottone, Pecorara, Piozzano, Travo e Zerba. Il comune di Pecorara fuoriuscì dalla comunità montana nel 2001, andando a costituire insieme ai comuni di Caminata, Nibbiano e Pianello Val Tidone, la Comunità montana valle del Tidone.
Nel 2009, tramite un decreto del presidente della giunta regionale dell'Emilia-Romagna, che andava ad applicare la legge regionale n.10 del 2008, il numero delle comunità montane presenti sul territorio emiliano-romagnolo venne ridotto da 18 a 9. Nella successiva delibera che andava a indicare quali comunità montane sarebbero state sciolte e quali sarebbero state, invece, mantenute, la Comunità Montana Appennino Piacentino fu indicata tra le comunità che vedevano confermato il loro ambito territoriale; a seguito della proposta di scioglimento della Comunità montana valle del Tidone, la delibera prevedeva per il comune di Pecorara la possibilità di tornare a far parte della Comunità Montana Appennino Piacentino. Il comune di Pecorara, tuttavia, decise di non rientrare nell'ente, preferendo la costituzione di un'unione con il comune di Pianello Val Tidone.
Il 14 maggio 2013 venne approvato dal presidente della giunta il decreto n. 77 che, in applicazione della legge regionale di riordino territoriale n.21 del 21 dicembre 2012 mise in atto lo scioglimento della Comunità Montana Appennino Piacentino prevedendo il subentro al suo posto di una neocostituita unione di comuni formata dagli stessi enti partecipanti alla comunità montana e che sarebbe subentrata alla comunità nella proprietà del patrimonio e nella gestione del personale. Il decreto prevedeva, inoltre, che i comuni partecipanti avrebbero dovuto centralizzare alcune funzioni assegnandole in capo alla nuova unione, mantenendo, però la struttura decentrata degli uffici e sportelli comunali a servizio dei cittadini.
Il nuovo ente, costituito ufficialmente nel 2014, fu denominato Unione Montana Valli Trebbia e Luretta. Il 14 febbraio 2014 Massimo Castelli, sindaco di Cerignale e presidente uscente della Comunità Montana Appennino Piacentino venne eletto all'unanimità primo presidente della nuova unione.
A seguito delle elezioni amministrative del 25 maggio, vennero ufficializzate le dimissioni del presidente Massimo Castelli. In attesa della nomina del nuovo presidente da parte del nuovo consiglio, la carica fu retta ad interim da Roberto Pasquali, in qualità di sindaco del comune più popoloso dell'unione, Bobbio. Il 2 agosto 2014 il nuovo consiglio dell'unione provvide a nominare presidente il sindaco di Travo Lodovico Albasi.
Il 26 luglio 2019 il nuovo consiglio dell'unione, la cui composizione era variata a seguito delle elezioni amministrative del 26 maggio precedente, nominò all'unanimità nuovo presidente dell'unione il sindaco di Bobbio Roberto Pasquali. Nel febbraio 2022, a seguito della sospensione dalla carica occupata nei relativi comuni di presidente e vice-presidente dell'unione, Lorenzo Burgazzoli, sindaco di Piozzano, diventa presidente facente funzione in qualità di membro più anziano della giunta. Il successivo 31 marzo, a seguito della revoca della sua sospensione, Pasquali riassume la carica di presidente.

### Simboli
Lo stemma-logo dell'Unione Montana Valli Trebbia e Luretta, adottato ufficialmente tramite una delibera di consiglio nel maggio 2014, si compone di un triangolo equilatero tripartito mediante due diagonali di colore bianco. Le tre parti che vanno a comporre il triangolo sono colorate di marrone, blue e verde a rappresentare, rispettivamente, la montagna, i corsi d'acqua Trebbia e Luretta e i boschi con l'obiettivo di sottolineare ulteriormente il legame dell'unione con il territorio in cui opera.

## Politica
L'unione di comuni, in tutti gli atti ufficiali e nel suo sigillo, viene identificata mediante la denominazione Unione Montana Valli Trebbia e Luretta e mediante il simbolo e il gonfalone dell'ente, la cui adozione deve essere certificata da una delibera ad hoc da parte del consiglio dell'unione e disciplinata tramite un apposito regolamento.
La sede legale dell'ente è fissata a Bobbio; le convocazioni degli organi di governo possono tenersi anche altrove, purché all'interno del territorio di un comune membro dell'unione. Viene predisposta la possibilità di costituire sedi e uffici distaccati nei comuni partecipanti all'ente.
Lo scopo costituivo alla base della nascita dell'ente è lo svolgimento adeguato di quelle funzioni che, a causa delle ridotte dimensioni di alcuni comuni e della frammentazione del territorio risulterebbero di difficile esercizio. Oltre a questo l'unione si prefigge di proteggere e valorizzare le zone montane in accordo con l'art. 44 della Costituzione italiana.
Al momento della costituzione, l'unione ha sostituito in tutti i rapporti attivi e nella titolarità delle funzioni assegnatele dagli enti locali di qualsiasi livello la preesistente Comunità Montana Appennino Piacentino, garantendo la continuità giuridica, amministrativa e operativa.
Lo statuto dell'unione, che è stato approvato a maggioranza qualificata dai consigli comunali di ciascuno dei comuni parte dell'unione, definisce le norme di ordinamento dell'unione; ogni atto normativo da essa redatto dovrà, di conseguenza, essere allineato a quanto indicato dallo statuto.
L'unione dispone di potestà regolamentare con la quale vengono garantita la'autoorganizzazione, l'effettiva operatività delle competenze ad essa allocate, nonché tutti i rapporti, anche finanziari, con gli enti che ne fanno parte.
L'unione viene costituito a tempo indeterminato senza la previsione di una data di scioglimento, che, in ogni caso, non potrà avvenire nei primi 10 anni dalla nascita dell'ente.
L'eventuale ammissione di altri comuni, così come la possibilità per i comuni che ne sono membri di uscirne, è soggetta alla disciplina della legge regionale e dello statuto dell'unione che prevede la possibilità per un comune di recedere unilateralmente se trascorsi almeno 5 anni dalla costituzione dell'unione oppure, se non ancora trascorsi, di recedere a seguito del consenso unanime degli altri comuni membri dell'unione. L'adesione, invece deve essere soggetta a modifica dello statuto da parte di tutti i comuni aderenti.

### Organi di governo dell'unione
L'unione è composta da tre organi di governo il consiglio, la giunta ed il presidente.

#### Il consiglio
Il consiglio dell'unione svolge una funzione di indirizzo e di controllo politico-amministrativo, con l'obiettivo di verificare che le azioni intraprese da parte dell'ente siano in coerenza con gli atti costitutivi e i documenti programmatici. Il consiglio ha la facoltà di adottare tutti gli atti che la legge attribuisce tra le competenze di un consiglio comunale.
Ogni comune membro dell'unione ha il diritto di designare due membri all'interno del consiglio, scelti tra i consiglieri comunali. Dei due membri, eletti mediante il voto limitato, uno deve far parte della maggioranza e uno deve far parte della minoranza. A rappresentare la maggioranza può venire designato anche il sindaco in carica. Nel caso, a seguito della presentazione di una sola lista nelle precedenti elezioni amministrative, un comune non abbia una minoranza all'interno del proprio consiglio comunale, viene concesso alla maggioranza consiliare di designare entrambi i consiglieri, al fine di evitare una riduzione della rappresentanza per il territorio comunale.
Il voto dei consiglieri viene pesato tramite quote che tengono conto sia del numero di abitanti del comune di provenienza sia del fatto che il consigliere rappresenti la maggioranza o la minoranza del proprio consiglio comunale:
- Bobbio (ab. 3754) - Quote 39 (26 maggioranza, 13 minoranza)
- Cerignale (ab. 159) - Quote 3 (2 maggioranza, 1 minoranza)
- Coli (ab. 979) - Quote 12 (8 maggioranza, 4 minoranza)
- Corte Brugnatella (ab. 668) - Quote 6 (4 maggioranza, 2 minoranza)
- Ottone (ab. 574) - Quote 6 (4 maggioranza, 2 minoranza)
- Piozzano (ab. 656) - Quote 6 (4 maggioranza, 2 minoranza)
- Travo (ab. 2018) - Quote 21 (14 maggioranza, 7 minoranza)
- Zerba (ab. 92) - Quote 3 (2 maggioranza, 1 minoranza)

Qualora uno dei consigli comunali venisse sciolto oppure il comune fosse soggetto a gestione commissariale, i consiglieri emanazione di quel comune decadono automaticamente dal consiglio dell'unione, la nomina dei loro sostituti sarà a carico del nuovo consiglio comunale oppure del commissario prefettizio. In caso un consigliere dell'unione decada dalla carica di consigliere comunale, egli cesserà contestualmente anche la carica di consigliere dell'unione, venendo, in seguito, sostituito da un consigliere nominato a cura del consiglio comunale.

#### La giunta
La giunta dell'unione è l'assemblea formata dai sindaci dei comuni dell'unione; essa ha il compito di supportare il presidente dell'unione nell'azione di governo e ha il potere di emettere deliberazioni collegiali riguardo a tutti quegli atti di amministrazione ordinaria oppure non esplicitamente di competenza del consiglio, del presidente del segretario o dei dirigenti responsabili. La giunta ha, altresì, il potere di adottare provvedimenti urgenti comportanti variazioni di bilancio che saranno, poi, soggette a ratifica da parte del consiglio e la facoltà di formulare proposte di atti da valutare, in seguito, nel consiglio. Infine, è compito della giunta l'approvazione del regolamento riguardante l'ordinamento degli uffici e dei servizi in linea con quanto definito dal consiglio mediante l'approvazione dei criteri generali.
Un sindaco può decidere di nominare un delegato permanente, scelto tra gli assessori del comune oppure, esclusivamente per gli enti con popolazione inferiore a 1 000 abitanti, tra i consiglieri comunali, avente la funzione di rappresentare il sindaco nelle riunioni della giunta in caso egli sia impossibilitato a parteciparvi.
Nel caso uno dei sindaci decada dalla propria carica, egli cesserà contestualmente anche dalla carica di componente della giunta dell'unione.

#### Il presidente
Il presidente svolge la funzione di legale rappresentante legale dell'unione, compresi i casi di citazioni in giudizio, e svolge funzione di rappresenta dell'unione.
Egli ha il compito di verificare il corretto funzionamento di servizi e uffici, nonché lo svolgimento di quelle funzioni di cui singoli comuni hanno delegato la gestione all'unione.
Al presidente spetta l'effettuazione della convocazione di tutte le sessioni di consiglio e giunta, nonché la presidenza delle stesse, che comporta la sottoscrizione dei verbali delle sedute, le quali vengono sottoscritte anche dal segretario-direttore, le cui attività sono poste sotto la diretta responsabilità del presidente. Alcune delle funzioni in carico al presidente possono essere delegate a membri della giunta o del consiglio.
Il presidente, inoltre, ha tra le sue responsabilità il mantenimento dell'unità di indirizzo amministrativa dell'unione e della coordinazione delle azioni espletate dai diversi assessori, il cui operato è posto sotto il diretto controllo presidenziale.
L'elezione del presidente avviene da parte del consiglio dell'unione a maggioranza assoluta. Possono essere eletti alla carica i sindaci dei comuni partecipanti all'unione. La durata della carica coincide con quella del mandato amministrativo del sindaco eletto. In caso di decadenza da sindaco, il presidente dell'unione decade immediatamente anche da questa carica; il nuovo presidente verrà, in seguito, eletto da parte dei consiglieri tramite nuova elezione. Prima della nuova elezione la carica di presidente sarà svolta ad interim da parte del sindaco del comune dell'unione con il maggior numero di abitanti.
Al presidente spetta la nomina del vicepresidente, il quale deve essere obbligatoriamente membro della giunta dell'unione, che supporto il presidente nelle sue attività e ne prende il posto in caso di impedimento, e del segretario-direttore che si occupa della gestione amministrativa dell'ente e a cui compete l'apposizione di un visto di congruità alle norme in vigore su ogni atto emanato dall'unione.
Qualora sia il presidente che il suo vice risultino assenti oppure siano impediti a svolgere la loro attività, la responsabilità di svolgimento delle funzioni a loro attribuite sarà in carico al membro della giunta più anziano.

## Amministrazione
Di seguito è presentata una tabella relativa ai presidenti che si sono succeduti in questa unione di comuni.
| Periodo          | Periodo          | Primo cittadino    | Partito | Carica                      | Note   |
| ---------------- | ---------------- | ------------------ | ------- | --------------------------- | ------ |
| 14 febbraio 2014 | maggio 2014      | Massimo Castelli   |         | Presidente                  | [ 35 ] |
| maggio 2014      | 1º agosto 2014   | Roberto Pasquali   |         | Presidente                  |        |
| 1º agosto 2014   | 26 luglio 2019   | Lodovico Albasi    |         | Presidente                  | [ 28 ] |
| 26 luglio 2019   | 21 febbraio 2022 | Roberto Pasquali   |         | Presidente                  | [ 36 ] |
| 21 febbraio 2022 | 31 marzo 2022    | Lorenzo Burgazzoli |         | Presidente facente funzione | [ 18 ] |
| 31 marzo 2022    | in carica        | Roberto Pasquali   |         | Presidente                  | [ 19 ] |